# Childe
En la Edad Media, childe era un término inglés empleado para designar al primer hijo de un noble, quien aún no había obtenido el título de caballero o ganado sus espuelas.
En la actualidad la palabra es obsoleta, pero sigue siendo conocida dentro del ámbito de la poesía, por ejemplo en Childe Roland a la Torre Oscura llegó de Robert Browning y Las peregrinaciones de Childe Harold de Lord Byron.
En la saga de novelas de Stephen King titulada La Torre Oscura, según palabras de Roland Deschain, «es un término con el que se describe a un caballero, o a un pistolero, que va en búsqueda de algo. Un término formal, antiguo. Jamás lo usamos [...] porque significa sagrado, elegido por el ka. No nos gusta pensar en nosotros mismos en esos términos, y yo no he pensado en mí así desde hace muchos años».
La palabra también se utiliza para designar a un esperado próximo estadio en la evolución humana en las novelas del Ciclo Childe de Gordon R. Dickson.
El término también existe, aunque con un significado diferente, en el sistema de juego de rol Vampiro: la mascarada y sus distintos desprendimientos. Aquí se utiliza para referirse al "hijo" de un vampiro.